# Flakfortet
Flakfortet es una fortaleza localizada en una isla artificial, Saltholmreb, localizada en Oresund, entre Copenhague y Malmö.
La fortaleza fue construida entre los años 1910 y 1915 como parte de las fortificaciones emplazadas en el mar de la ciudad de Copenhague. Hasta el año 2001 era propiedad del Ministerio de Defensa danés, que dejó de utilizar sus instalaciones de manera continuada en el año 1968. El complejo fue puesto a la venta en 1999 pero, no fue adquirido hasta junio de 2001, cuando fue vendido a la compañía sueca Malmökranen.
Debido a que la fortaleza está designada como área protegida los nuevos propietarios deben mantener la zona y tenerla disponible al público.